# 트리아이나

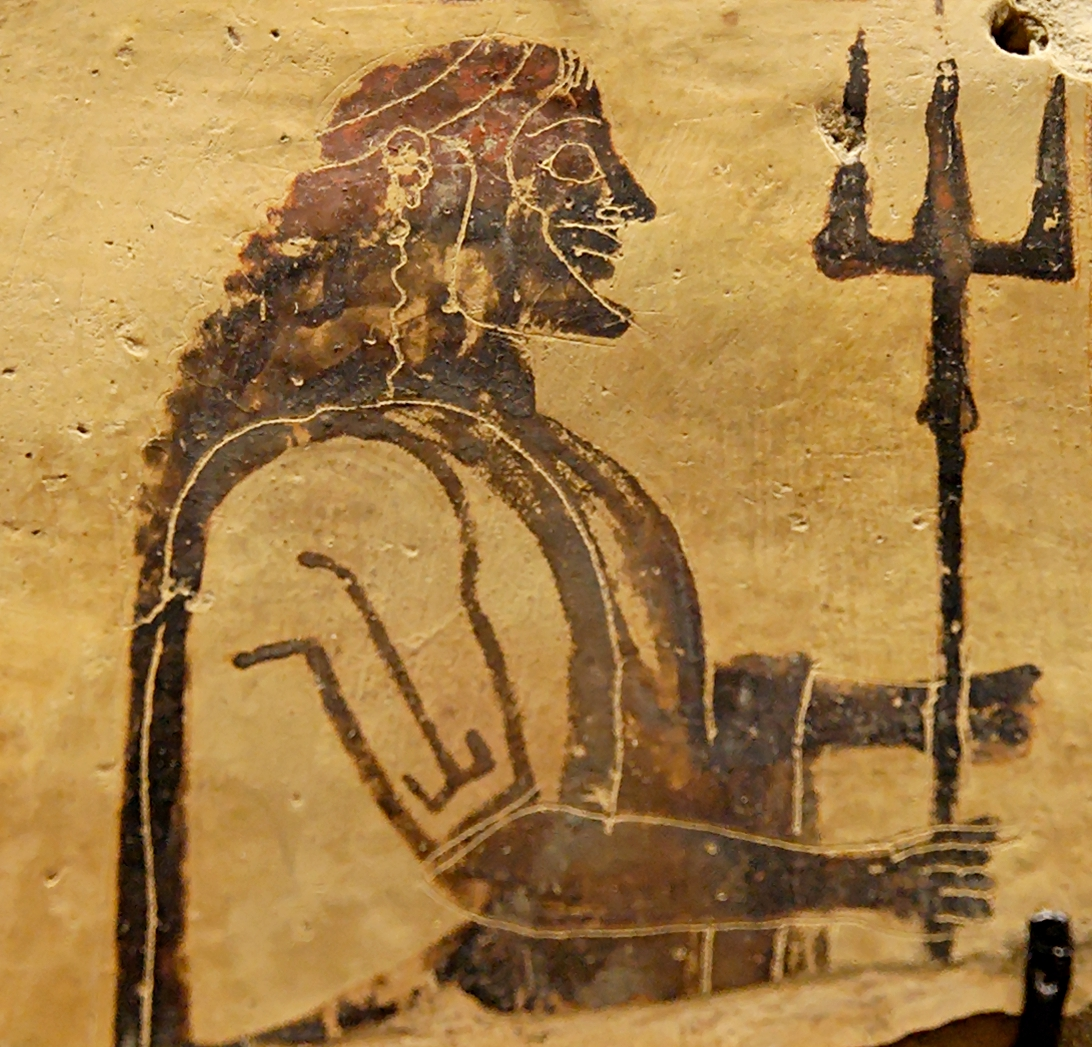
트리아이나를 쥔 포세이돈

트리아이나(그리스어: Τριαινα)는 그리스 신화의 해신 포세이돈의 삼지창이다. 포세이돈에게 무기 제작을 의뢰받은 사이클롭스에 의해 만들어졌다.

## 전승
비블리오테케에 따르면, 트리아이나는 사이클롭스에 의해 제조되었다.
그리스 신화에서 포세이돈은 트리아이나를 자주 사용하며 아티케 지역의 도시 아테네를 두고 아테나와 경쟁할 때, 포세이돈은 트리아이나로 아크로폴리스의 바위를 때려 샘물을 만들었으며, 이 때의 여파로 만들어진 샘물은 나중에 에레크테이온이라 불렸다. 샘물을 만든 포세이돈은 추가로 트리아이나로 땅을 쳐서 말을 만들어 아테네인들에게 선물해주었다고 전해지며, 훗날 아테네를 방문한 지리학자인 파우사니아스는 에레크테이온 내의 바위와 바다 우물에 트리아이나 자국이 있다고 주장하기도 하였다.
크레타의 왕 미노스가 왕이 되기 전 자신의 형제들과 왕위를 놓고 투쟁할 때 포세이돈에게 자신이 왕위에 오를 수 있도록 도와달라고 기도하면서 눈처럼 하얀 황소를 증거로 보내달라고 요청했을 때, 이 트리아이나로 하얀 황소를 만들어냈으며, 레토에 관한 전승들 중에서는 제우스가 아닌 포세이돈이 트리아이나로 델로스섬을 해저에 매는 전승도 존재한다.

## 상징
신화학자들에 따르면, 트리아이나는 물의 세 가지 속성인 유동성, 과다함 및 음용성을 상징한다.

## 현대의 관점
현대의 신화학자들은 트리아이나가 해안에 거주하던 그리스인들의 전형적인 작살에서 창작된 무기이거나, 원래 제우스의 벼락과 같은 무기였지만 나중에 포세이돈이 바다의 신이 되었을 때 파생된 것이라 보고 있다.

## 같이 보기
- 삼지창
- 트리슈라
- 포세이돈